# Espen Berg

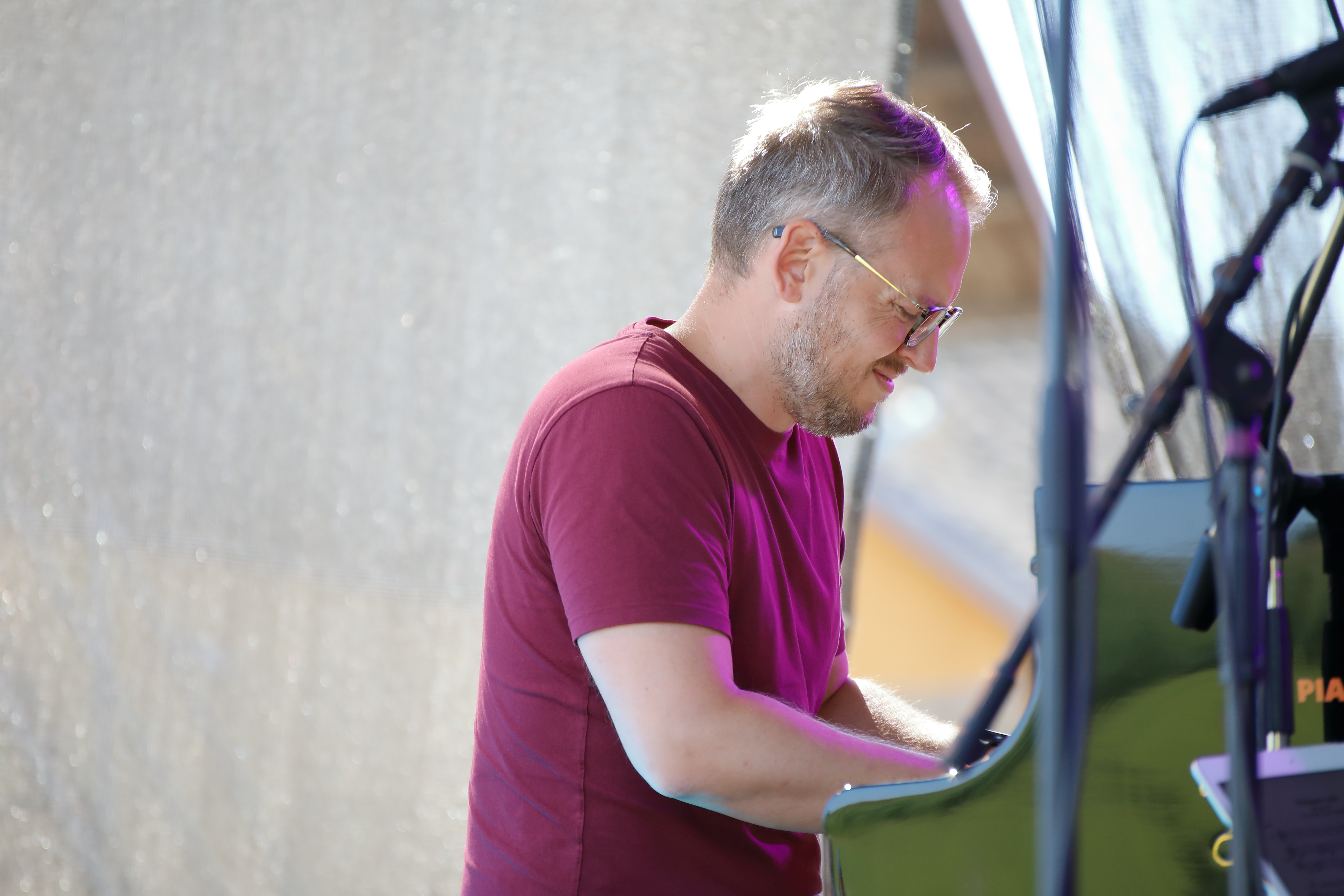
Espen Berg (2020)

Espen Berg (* 30. Juni 1983 in Hamar) ist ein norwegischer Jazzmusiker (Piano, Komposition).

## Leben und Wirken
Berg wuchs in einer Musikerfamilie auf. Schon früh spielte er Klavier und begann im Alter von sechs Jahren zu komponieren. Erst mit 16 Jahren erhielt er eine formale musikalische Ausbildung; durch seinen ersten Klavierlehrer, Helge Lien, entdeckte er für sich den Jazz und die freie Improvisation. Als Jugendlicher verbrachte er die meiste Zeit im Studio seines Vaters, wo er unterschiedliche Genres und Stile erkundete. Er absolvierte ein Jazzstudium an der Technisch-Naturwissenschaftlichen Universität Norwegens (NTNU) und schloss mit dem Master ab.
Während des Studiums bildete Berg mit dem Saxophonisten Bendik Giske und dem Tubaspieler Daniel Herskedal 2002 das Trio Listen!, mit dem er zwei Alben einspielte und bis 2010 international auftrat. 2011 begann Espen mit der Arbeit an seinem Soloprojekt. Sein erstes Soloalbum Noctilucent erschien 2012 und wurde zum Ausgangspunkt für seine Karriere als Bandleader. 2014 gründete er sein Espen Berg Trio mit Bárður Reinert Poulsen (Bass) und Simon Olderskog Albertsen (Schlagzeug), mit dem er mehrere Alben vorlegte, international starke Beachtung fand und regelmäßig in Japan und Europa tourte. Auf dessen vierten Album Fjære (2022) zog er auch Mathias Eick, Hanna Paulsberg und Silje Nergaard als Gastmusiker heran.
Das Trondheim Jazz Orchestra beauftragte Berg mit der Komposition des Werkes Maetrix, was 2017 gemeinsam bei Moldejazz aufgeführt und mittlerweile bei Odin Records veröffentlicht wurde. Mit Silje Nergaard tritt Berg auch im Duo auf (Japanese Blue, 2020). Mit The Trondheim Concert legte er ein frei improvisiertes Solokonzert auf einem Doppelalbum vor.
Berg hat an zahlreichen Alben mitgewirkt, etwa bei Bridges, Multiverse oder dem Kåre Kolve Quartet. Weiterhin hat er mit Künstlern wie Seamus Blake, Anders Jormin, Ole Mathisen, Marius Neset, Mats Eilertsen, Per Jørgensen, Airelle Besson, Hildegunn Øiseth, Susanne Lundeng, Cantus, Tore Johansen, Jovan Pavlovic und Maher Mahmoud gearbeitet.
Seit 2007 unterrichtet Berg an der Jazzabteilung der NTNU. Er ist nicht mit dem gleichnamigen Popmusiker vom Duo SeeB zu verwechseln.

## Preise und Auszeichnungen
Berg gewann 2004 mit dem Trio Listen! und 2007 den Preis als bester Solist beim Hoeilaart International Jazz Contest in Belgien; 2012 und 2013 wurde er für den jährlichen Solo Jazz Klavierwettbewerb beim Montreux Jazz Festival nominiert. 2016 erhielt er Stipendien und Preise der Stadt Trondheim und 2014 und 2016 der norwegischen Urheberrechtsorganisation TONO. Im selben Jahr wurde er mit dem wichtigsten Musikpreis Norwegens, dem JazZtipendium, ausgezeichnet, was zu dem Auftragswerk Maetrix für das Trondheim Jazz Orchestra führte.

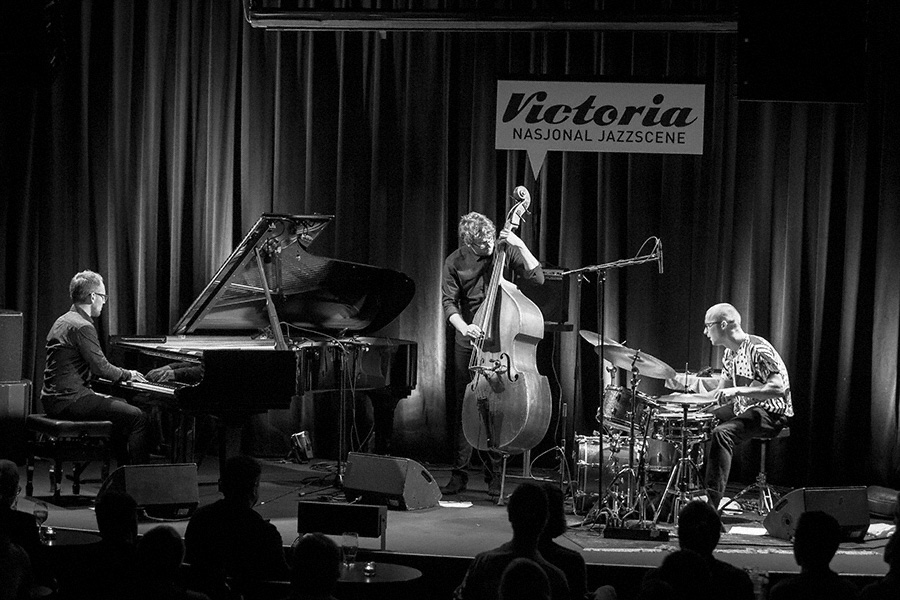
Espen Berg mit seinem Trio (2016)

## Diskographische Hinweise
- Espen Berg: Early Works: Noctilucent (Atterklang, 2012, Re-Release NXN Recordings 2022)[6]
- Espen Berg: Early Works: Acres of Blue (Atterklang, 2014, Re-Release NXN Recordings 2022)[7]
- Espen Berg Trio: Mønster (Atterklang, 2015)
- Espen Berg Trio: Bølge (Odin Records, 2018)
- Espen Berg Trio: Free To Play (Odin Records, 2019)
- Espen Berg Trio Fjære (Odin Records, 2022)
- Espen Berg: The Trondheim Concert (NXN Recordings, 2023)
- Espen Berg: The Hamar Concert (NXN Recordings, 2023)
- Espen Berg: The Nidaros Concert (NXN Recordings, 2023)
- Espen Berg: Water Fabric (Odin Records, 2023)
- Trondheim Jazz Orchestra & Espen Berg: Maetrix (Odin Records, 2024)